# Ракович, Иван Егорович
Ива́н Его́рович Ракович (17 января 1863, Полтавская губерния — 1920, Одесса) — русский общественный и политический деятель, член Государственного Совета по выборам, председатель Каменец-Подольского Союза русских националистов.

## Биография
Православный. Из потомственных дворян Подольской губернии. Землевладелец той же губернии.
Окончил Владимирский Киевский кадетский корпус (1881) и Николаевское кавалерийское училище (1883) по 1-му разряду, был выпущен корнетом в 34-й драгунский Стародубовский полк. Прослужил в полку до 1899 года, когда уволился в запас армейской кавалерии.
В 1897 году начал службу по выборам. Состоял Каменецким уездным (1897—1910) и Подольским губернским (1910—1917) предводителем дворянства, почетным мировым судьей Каменецкого округа (1899—1915). Был директором Подольского губернского попечительства о тюрьмах и почетным попечителем Каменец-Подольской учительской семинарии. В 1911 году был пожалован в камергеры, в 1912 — награждён чином действительного статского советника.
В 1911 году основал и возглавил Каменец-Подольский Союз русских националистов. Кроме того, был членом-учредителем Киевского клуба русских националистов, по образцу которого в 1913 создал Каменец-Подольский клуб русских националистов. Выступал с докладами на заседаниях ККРН, а в 1914—1915 годах был членом Совета клуба.
В 1913 году был избран в члены Государственного Совета от Подольского земского собрания, примкнул к группе правых. Участвовал в работе многих комиссий Совета.
В книге «Украинское движение» утверждается, что Ракович был расстрелян Одесской ЧК в 1920 году во время красного террора:
Живя на даче у Среднего Фонтана, Иван Георгиевич не допускал мысли, что его могут расстрелять, и не укрывался под чужим именем, как это делали другие. Но Дейч и Вихман не дремали.

## Награды
- Орден Святой Анны 3-й ст. (1898)
- Орден Святого Владимира 4-й ст. (1904)
- Орден Святого Владимира 3-й ст. (1914)

- медаль «В память царствования императора Александра III»
- медаль «В память 300-летия царствования дома Романовых»